# Anticresi
L'anticresi, en dret civil, és una garantia que es constitueix sobre un bé immoble del deutor per a respondre del compliment d'una obligació i que autoritza el creditor d'aquesta a percebre els fruits del bé immoble gravat per tal d'aplicar-los al pagament dels interessos i, després, a l'amortització del capital.

## Regulació legal a Catalunya
En l'actual dret civil català, l'anticresi és un dret real de garantia constituït sobre un bé immoble fructífer que faculta la part creditora a posseir-lo, a percebre’n els fruits per aplicar-los al pagament dels interessos i a l'amortització del capital de l'obligació garantida i, en cas d'impagament de l'obligació assegurada, a promoure la realització del bé.
La seva regulació està continguda al Capítol IX del Llibre V del Codi Civil de Catalunya i, en particular, als articles 569-23 a 569-26 d'aquest.
La utilitat pràctica del dret real d'anticresi és molt limitada, cosa que explica l'escassa difusió d'aquest tipus de garantia, si no s'articula conjuntament amb una hipoteca o penyora.

## Regulació legal a Espanya
D'acord amb els articles 1881 i següents del codi civil espanyol, per l'anticresi el creditor (titular) adquireix el dret de percebre els fruits d'un immoble de banda del seu deutor, amb l'obligació d'aplicar-los al pagament dels interessos, si fossin deguts, i després al del capital del seu crèdit. El creditor, llevat de pacte en contra, està obligat a pagar les contribucions i càrregues que pesen sobre la finca, així com a fer les despeses necessàries per a la seva conservació i reparació, deduint dels fruits les quantitats que utilitzi en una cosa i l'altra.
D'altra banda, el deutor no pot readquirir el gaudi de l'immoble sense haver pagat abans totalment el que deu al seu creditor. Però el creditor, per deslliurar-se de les seves obligacions, pot sempre obligar el deutor que entri de nou en el gaudi de la finca, llevat de pacte en contra.
En cap cas el creditor adquireix la propietat de l'immoble per falta de pagament del deute dins del termini convingut, i tot pacte en contrari és nul. El creditor en aquest cas podrà demanar el pagament del deute o la venda de l'immoble.
Els contractants poden estipular que es compensin els interessos del deute amb els fruits de la finca donada en anticresi.
És una figura jurídica propera a la penyora de drets i a la hipoteca.